# Ilex gagnepainiana
Ilex gagnepainiana är en järneksväxtart som beskrevs av Tardieu. Ilex gagnepainiana ingår i släktet järnekar, och familjen järneksväxter. Inga underarter finns listade i Catalogue of Life.